# Мунайка
Мунайка — деревня в Менделеевском районе Татарстана. Административный центр и единственный населённый пункт Мунайкинского сельского поселения.

## География
Находится недалеко от западных окраин Менделеевска, в 3,5 км от железнодорожной станции Менделеевск. Примыкает к автодороге Елабуга — Ижевск.

## История
Известна с 1680 г. под названием Починок Манай Враг. По данным Н.И.Шишкина, часть татар – жителей деревни были обращены в христианство монахами Елабужского Троицкого монастыря.
В XVIII – первой половине XIX в. жители относились к категории государственных крестьян. Основные занятия жителей в этот период – земледелие и скотоводство, было распространено изготовление сетей.
По данным 1859 г., здесь располагалась почтовая станция (проходил почтовый тракт).
В начале XX в. в деревне функционировали земская школа (открыта в 1911 г., в 1920 г. обучалось 29 мальчиков, 12 девочек), библиотека (с 1911 г.).

## Административная принадлежность
До 1921 г. деревня входила в Кураковскую волость Елабужского уезда Вятской губернии. С 1921 г. в составе Елабужского, с 1928 г. – Челнинского кантонов ТАССР. С 10 августа 1930 г. – в Бондюжском, с 20 января 1931 г. – в Елабужском, с 10 февраля 1935 г. – в Бондюжском, с 1 февраля 1963 г. – в Елабужском, с 15 августа 1985 г. в Менделеевском районах.

## Население
В деревне числилось в 1859 году — 227 жителей, в 1887—352, в 1905—453, в 1920—584, в 1926—647, в 1938—624, в 1949—432, в 1958—380, в 1970—425, в 1979—301, в 1989—305. Постоянное население составляло 501 человек (русские 36 %, татары 53 %) в 2002 году, 494 — в 2010, 525 в 2017. 
| 2012 | 2013 | 2014 | 2015 | 2016 | 2017 |
| ---- | ---- | ---- | ---- | ---- | ---- |
| 493  | ↗503 | ↗513 | ↗531 | ↘526 | ↘516 |

## Образование и культура
До 2004 г. в деревне работала начальная школа.
Действуют детский сад «Тургай» (здание построено в 1985 г.), дом культуры (до 1993 г. клуб), библиотека (с 1999 г.), фельдшерско-акушерский пункт (с 2013 г., в здании многофункционального центра).
В деревне имеется два столба-часовни из известняка – места совершения религиозных обрядов татар-кряшен.